# Grotte de Deboyo
La grotte de Deboyo est une grotte naturelle et un site archéologique située dans la commune de Caso (Asturies en Espagne),.
Elle est située dans la réserve de biosphère du parc naturel de Redes. C'est une Zone de protection spéciale (ZSC) définie dans la directive Habitats de l'Union européenne du réseau Natura 2000.
Elle a été déclarée monument naturel des Asturies le 22 mai 2003 .

## Description
C'est une grotte d'origine karstique traversée par la rivière Nalón près de la ville de Les Yanes (appartenant à la paroisse de Campo de Caso) et parallèle à la route AS-117, d'une longueur totale de 200 m. 
D'un grand intérêt pour avoir des nids de chauves-souris du Parc Naturel de Redes comme le Rhinolophus euryale (rhinolophe méditerranéen), le Myotis daubentonii (vespertilion de Daubenton), le Rhinolophus ferrumequinum (grand rhinolophe), le Pipistrellus pipistrellus (pipistrelle commune) et le Miniopterus schreibersii (minioptère de Shreibers).